# Stomp 442
《Stomp 442》는 1995년 10월 24일, 엘렉트라 레코드에 의해 발매된 미국의 헤비 메탈 밴드 앤스랙스의 일곱 번째 스튜디오 음반이다. 밴드와 필라델피아에 본사를 둔 프로듀서 버처 브라더스는 싱글 〈Fueled〉와 〈Nothing〉이 포함된 음반을 프로듀싱했다. 이 음반은 빌보드 200 차트에서 47위로 데뷔했다. 이 음반은 엘렉트라 레코드가 음반 홍보를 충분히 하지 않았다고 주장한 후 레이블을 떠났기 때문에 발매된 그들의 마지막 음반이다. 《Stomp 442》는 전통적인 앤스랙스 로고가 작품에 포함되지 않은 유일한 앤스랙스 음반이다.
《Stomp 442》는 또한 리드 기타에 댄 스피츠가 없는 앤스랙스의 첫 번째 음반이다. 비록 밴드의 멤버로 인정되지 않았지만, 폴 크룩은 리드 기타 업무를 인계 받았다.

## 평가
| 전문가 평가                       | 전문가 평가 |
| 평가 점수                         | 평가 점수   |
| 출처                              | 점수        |
| --------------------------------- | ----------- |
| AllMusic                          | [ 2 ]       |
| Christgau's Consumer Guide        | [ 5 ]       |
| Collector's Guide to Heavy Metal  | 8/10        |
| Encyclopedia of Popular Music     | [ 7 ]       |
| The New Rolling Stone Album Guide | [ 8 ]       |

올뮤직의 평론가 스티븐 토마스 얼와인은 이 음반을 "스피드 메탈 폭탄의 일반적인 컬렉션"이라고 설명하며 부정적인 리뷰를 남겼다. 그는 이 음반이 "실망스러운 경험"이라고 말하며 리뷰를 마쳤다. 평론가 지미 니슨은 "야만적인 앤스랙스 음반이자 모든 메탈 컬렉션에 가치 있는 추가품"이라고 말하며 보다 긍정적인 견해를 보였다. 캐나다의 저널리스트 마틴 포포프는 《Stomp 442》를 1993년의 "상대적으로 인정받지 못한 《Sound of White Noise》"에 비해 "약간 반복되기는 하지만 책임감 있고 책임감 있는 작업자 메탈 컬렉션"이라고 설명했다.

## 커버 아트
이 음반의 커버는 소매업자 월마트가 거대한 쓰레기 공 옆에 서 있는 벌거벗은 남자 때문에 그것을 매장에 보관하기를 거부하면서 논란이 되었다.
1996년 글래스고에 위치한 라디오 클라이드 1의 톰 러셀과의 인터뷰에서, 브루스 디킨슨은 원래 그의 음반 《Balls to Picasso》를 위해 커버 아트의 원래 디자인이 《Laughing in the Hiding Bush》라는 제목으로 만들어졌지만, 그것을 살 여유가 없었다고 밝혔다. 그의 음반의 제목은 바뀌었고, 그는 커버를 위해 화장실 벽에 두 개의 정사각형을 그렸다.

## 곡 목록
모든 곡들은 스콧 이언, 존 부시 그리고 찰리 베넌티에 의해 작사/작곡하였다.
| #   | 제목                                  | 재생 시간 |
| --- | ------------------------------------- | --------- |
| 1.  | 〈Random Acts of Senseless Violence〉 | 4:02      |
| 2.  | 〈Fueled〉                            | 4:02      |
| 3.  | 〈King Size〉                         | 3:58      |
| 4.  | 〈Riding Shotgun〉                    | 4:25      |
| 5.  | 〈Perpetual Motion〉                  | 4:18      |
| 6.  | 〈In a Zone〉                         | 5:06      |
| 7.  | 〈Nothing〉                           | 4:33      |
| 8.  | 〈American Pompeii〉                  | 5:30      |
| 9.  | 〈Drop the Ball〉                     | 4:59      |
| 10. | 〈Tester〉                            | 4:21      |
| 11. | 〈Bare〉                              | 5:29      |